# Шрикант (актёр)
Шрикант (там. ஸ்ரீகாந்த்; 19 марта 1940, Ироду, Британская Индия — 12 октября 2021, Ченнаи) — индийский актёр, снимавшийся в фильмах на тамильском языке.

## Биография
Родился 19 марта 1940 года в округе Ироду современного штата Тамилнад.
Прежде чем попасть в киноиндустрию Шрикант работал в американском консульстве. В свободное время он активно работал в театре и участвовал в нескольких известных тамильских постановках.
Молодой человек был замечен режиссёром Ч. В. Шридхаром, который пригласил его на главную роль в свой фильм Vennira Aadai. Впоследствии актёр снялся в около 50 фильмах в качестве героя, а затем стал играть отрицательные и характерные роли.
В начале 1960-х Шрикант принял участие в нескольких театральных постановках К. Балачандера, а начав работать в кино, сыграл несколько запоминающихся ролей в серии его классических фильмов, таких как Bama Vijayam (1967), Ethir Neechal (1968), Poova Thalaiya (1969) и Nootrukku Nooru (1971).
Шрикант стал известным лицом тамильской киноиндустрии после своей роли в суперхите 1974 года Thangappathakkam.
Фильм Dikkatra Parvathi (1974), в котором актёр сыграл главную роль вместе с актрисой Лакшми, получил Национальную кинопремию как лучший тамильский фильм. Он также сыграл антагониста в фильме Bairavi (1978), в котором будущая суперзвезда Раджникант впервые исполнил главную роль.
А роль в Karunai Ullam принесла Шриканту кинопремию штата Тамил-Наду.
За свою карьеру, длившуюся четыре с лишним десятилетия, Шрикант снялся в более чем 200 фильмах.
В последний раз актёр появился на экране в триллере 2009 года Kudiyarasu.
Шрикант скончался 12 октября 2021 года в Ченнаи.